# Moral Hygiene
Moral Hygiene è il quindicesimo album in studio del gruppo musicale statunitense Ministry, pubblicato nel 2021.

## Tracce
Testi e musiche di Al Jourgensen, eccetto dove indicato.
1. Alert Level – 6:04
2. Good Trouble – 3:53
3. Sabotage Is Sex – 5:10
4. Disinformation – 4:46
5. Search and Destroy – 4:28 (Iggy Pop, James Williamson)
6. Believe Me – 5:52
7. Broken System – 5:57
8. We Shall Resist – 4:30
9. Death Toll – 3:24
10. TV Song #6 (Right Around the Corner Mix) – 3:06

## Formazione
Ministry
- Al Jourgensen – voce (eccetto traccia 3), chitarra (1,2,3,8,9), basso (1,8,9), campionamenti, tastiera (2,3,5,7,8), armonica (2), organo (4), chitarra acustica (6), conga (7), cori
- John Bechdel – tastiera (8)
- Cesar Soto – chitarra (eccetto traccia 5), basso (3,7,10)
- Paul D'Amour – basso (2)
- Roy Mayorga – batteria (1)

Altri musicisti
- Michael Rozon – programmazioni, cori
- Liz Walton – campionamenti, cori
- Arabian Prince – scratching (1)
- Jello Biafra – voce (3)
- David Ellefson – basso (5,6)
- Billy Morrison – chitarra (4,5,6)